# 達龍·羅素
達龍·「法茨」·羅素（1998年5月6日—），出生名達龍·羅素，綽號法茨，美國男子籃球運動員，現效力於羅馬尼亞籃球甲級聯賽U-BT克盧日-納波卡。

## 職業生涯
2024年6月28日，土耳其籃球超級聯賽卡爾舍亞卡簽下羅素。2025年1月30日，羅素離開了卡爾舍亞卡。2月25日，台灣職業籃球大聯盟（TPBL）新北中信特攻簽下羅素，中文登錄名「飛馳」。3月羅素繳出場均28.3分、7助攻、5籃板、2.8抄截的表現，在4月8日獲選TPBL2024-25賽季3月最佳洋將。
2025年7月26日，羅素加盟羅馬尼亞籃球甲級聯賽U-BT克盧日-納波卡。

## 外部連結
- 達龍·羅素在fiba.basketball（英语）
- 達龍·羅素在TBLStat.net（英语）
- 達龍·羅素在亞得里亞海聯賽官網（英语）
- 達龍·羅素在台灣職業籃球大聯盟官網
- 達龍·羅素在Basketball-Reference.com（國際）（英语）
- 達龍·羅素在Sports-Reference.com（NCAA）（英语）
- 達龍·羅素在Eurobasket.com（球員）（英语）
- 達龍·羅素在Proballers（英语）
- 達龍·羅素在RealGM（球員）（英语）
- 達龍·羅素在Flashscore（英语）